# Michael Sanderson

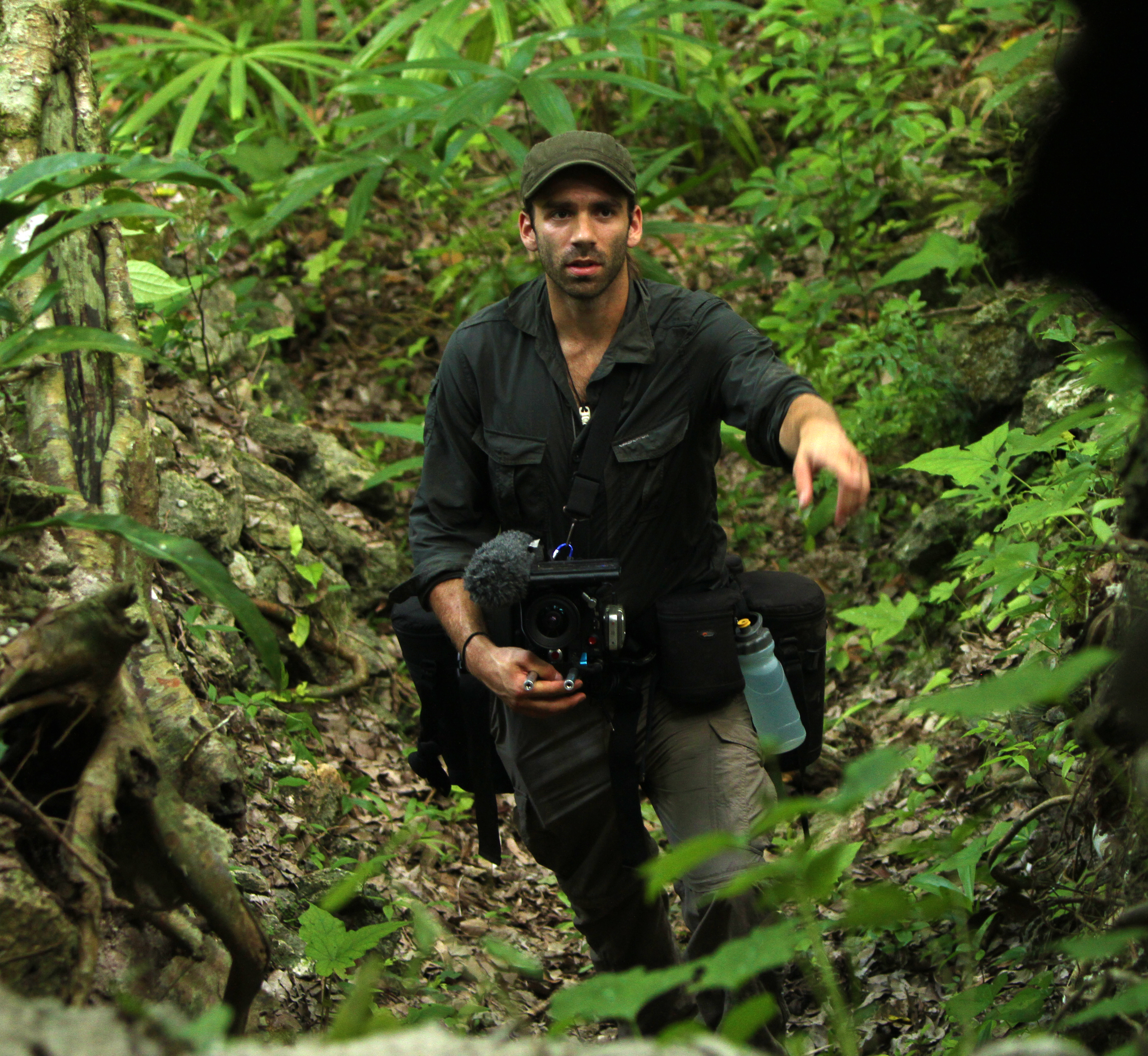
Michael Sanderson tijdens het filmen van Return of the Spider Monkeys voor National Geographic in Guatemala

Michael John Sanderson (20 maart 1983) is een Brits-Nederlandse natuurfilmer. 
Hij begon zijn carrière in Bristol in de prijswinnende BBC-serie Smalltalk Diaries (2008) als cameraman. Een van zijn eerste onafhankelijke projecten was een film over de Europese wolfen in Tsjernobyl (Oekraïne en Wit-Rusland). Tijdens dit project pionierde hij met filmen in Ultra High Definition (4K-resolutie) en was hij een van de eerste die videodrones met meerdere rotoren bouwde en voor luchtfoto's en opnames gebruikte voor natuurfilmproducties.
In Nederland is de cinematografie van Sanderson te vinden in De Nieuwe Wildernis (2013), die nummer één was in de Nederlandse bioscoop en nog steeds de grootste Nederlandse natuurfilm ooit is voor cinema; in Holland: Natuur in de Delta (2015 )[4] waarvoor Sanderson de slotscènes en macro filmde met lenzen die hij zelf had gebouwd; en De Wilde Stad (2018) waarin hij in hoge snelheid de scène van een slechtvalkjacht en de emotionele scène van eendjes die voor het eerst van hun nest op het dak naar de grachten van Amsterdam springen, filmde. 
Sanderson produceerde meerdere natuurdocumentaires voor France Televisions, National Geographic, Arte en NHK, waaronder The Paternal Bond: Barbary Macaques (2015) die over de Berberaap ging in het Atlasgebergte van Marokko; Pyrenees Mountain (2017), die over de met uitsterven bedreigde lammergier in Spanje ging ; en de Japanse herversie van A Wild Fox Life (2019), welke ook in Frankrijk op publieke zender France 5 was uitgezonden onder de naam Une vie de renarde (2019).
Sanderson heeft veel gefilmd in Latijns-Amerika voor Planet Earth II, BBC Natural World: Jungle Animal Hospital en voor zijn onafhankelijke productie van Ateles Films, die wereldwijd werd uitgezonden, waaronder Nat Geo WILD en Arte, genaamd Return of the Spider Monkeys (2016). Deze, door Hayley Atwell ingesproken film volgt het leven van een verweesde slingeraap genaamd Infinity nadat ze weer is vrijgelaten in de jungle van Guatemala. Voor deze film leerde Sanderson hoe hij naast de slingerapen van de Maya-jungle in de bomen kon klimmen om hun intieme leven te filmen. 
Het camerawerk van Sanderson in A Wild Fox Life (2019), was opgenomen in Nederland, die de levens volgen van vossen in het natuurgebied de Oostvaardersplassen. In 2021, was een 59 minuten durende natuurfilm uitgezonden op NHK over de wilde dieren in de duinen van Den Haag onder de naam Hidden Nature of Holland: Battle of the Sandy Land (2021).
Sanderson richtte Ateles Films op in 2013, waar hij samen met zijn zakenpartner, de Portugese natuurfilmer Ana Luisa Santos, ook optreedt als uitvoerend producent en cameraman voor hun natuurfilmproducties.